# Dauntless (videogioco)
Dauntless è un videogioco action RPG free-to-play sviluppato da Phoenix Labs e pubblicato da Epic Games. Il gioco ha inizialmente sostenuto un periodo di beta nel maggio 2018 solamente per Microsoft Windows. Il 21 maggio 2019 è entrato nella fase dell'accesso anticipato, includendo anche il supporto cross-platform per PlayStation 4, Xbox One e PC. La versione definitiva è uscita ufficialmente il 26 settembre 2019. Il 10 dicembre 2019 il gioco è uscito anche su Nintendo Switch.

## Modalità di gioco
Dauntless si svolge in un ambiente fantasy, dove un evento catastrofico ha devastato il mondo, liberando alcune creature mostruose conosciute come Behemoth, che cacciano gli umani sopravvissuti. Il resto degli abitanti si è organizzato in una società di cacciatori, chiamati Slayers. Il giocatore farà parte di essi e andrà a caccia dei vari tipi di Behemoth, raccogliendo materie prime e bottini per realizzare un equipaggiamento migliore e per affrontare altre sfide insidiose. 
Il gioco è sia single-player che multiplayer, oltre ad essere multipiattaforma con cross-play.
Durante la caccia si ha una visuale in terza persona, un sistema di combattimento basato sulle combo tra attacco e schivata, e un indicatore di salute e resistenza. Alcuni Behemoth molto longevi possono richiedere fino a venti minuti di tempo per essere sconfitti.

## Sviluppo
Dauntless è il primo videogioco sviluppato dalla Phoenix Labs, tuttavia gli sviluppatori non sono inesperti poiché sono costituiti da ex-sviluppatori di altre case sviluppatrici come Riot Games, BioWare, Blizzard Entertainment e Capcom. Dauntless è stato influenzato da Dark Souls, World of Warcraft e soprattutto dalla serie di Monster Hunter. L'aspetto estetico del videogioco si è ispirato al film d'animazione Rapunzel - L'intreccio della torre e da altri film Disney, evitando l'iperrealismo in modo che la grafica del gioco invecchiasse bene.
Ufficialmente, il videogioco è stato rivelato per la prima volta durante i The Game Awards a dicembre 2016. Fin dal suo annuncio, il gioco ha suscitato un notevole interesse nei confronti dei giocatori, spingendo Phoenix Labs ad essere più trasparente riguardo ai piani di sviluppo, coinvolgendo ed ascoltando ciò che i giocatori avevano da dire riguardo allo sviluppo del gioco. Inoltre per ottenere un feedback più precoce, gli sviluppatori hanno deciso di anticipare la closed alpha alcuni mesi prima.
Phoenix Labs prevedevano di iniziare con una closed alpha, seguito da un periodo di open beta prima della pubblicazione completa del gioco. Il 18 agosto 2017 venne lanciata l'alpha, la quale solamente coloro che si registravano per la selezione potevano parteciparvi, inoltre insieme ad essa furono distribuiti alcuni pacchetti premium che includevano dei boost in-gioco, funzionalità per la personalizzazione e l'abilità di creare le gilde. A settembre 2017, con la fine della closed alpha hanno riportato alcune problematiche riguardo all'instabilità del gioco e al bilanciamento rispetto a Monster Hunter, arrivando al punto di posticipare la versione definitiva. L'open beta è stata spostata all'inizio del 2018 e lanciata ufficialmente a maggio 2018, anche se prima, hanno dovuto invitare piccole manciate di giocatori alla closed beta per aumentare il feedback. Durante le prime due settimane di gioco, già aveva totalizzato oltre un milione di nuovi giocatori. Fino ad arrivare a luglio 2018 in cui raggiunsero oltre 2 milioni di giocatori.
Sebbene ci siano le microtransazioni nel gioco, gli sviluppatori prevedono di limitarle attraverso l'ottenimento di oggetti cosmetici e potenziamenti temporanei anziché richiedere ai giocatori l'accesso a tali contenuti, tramite di esse. Houston disse che era molto importante per loro che i giocatori potessero mostrare le proprie armature e armi rare, ottenute all'interno del gioco grazie alla loro bravura e non tramite "il portafoglio". Nonostante inizialmente offrirono ai propri giocatori, la possibilità di ottenere gli oggetti cosmetici attraverso le loot boxes all'interno del gioco, il team di sviluppo decise di rimuoverle di fronte alla polemica che si stava venendo a creare verso di esse ad ottobre 2017; invece consentirono ai giocatori di acquistare direttamente i cosmetici con denaro reale per fini monetari. Houston, che in precedenza aveva lavorato per Electronic Arts su Mass Effect 3, uno dei primissimi videogiochi che introdussero la meccanica delle loot boxes, disse che "volevano dare ai giocatori un rapporto più chiaro con il contenuto che [stavano] acquistando", con la decisione di eliminarli. Phoenix Labs alla fine decise di utilizzare il sistema del pass battaglia, detto anche Season pass "Licenza di caccia", il quale è possibile ottenere molte ricompense (quali emotes, oggetti, cosmetici ecc.) salendo di livello.
Dauntless inizialmente fu pensato come esclusiva per PC, ma Phoenix Labs discusse con i publishers per console, il quale suggerivano che il videogioco diventasse cross-platform nel caso in cui venisse pubblicato anche per console. Houston disse che il suo team non era preoccupato per la concorrenza di Monster Hunter: World, il quale fu annunciato per il 2018 per personal computer e console durante l'E3 2017 a giugno 2017. Houston disse inoltre che "In questo ultimo periodo, molti videogiochi che vengono sviluppati rientrano nella classificazione dei tripla A", crede che Dauntless si differenzia per essere stato sintonizzato su un'esperienza cooperativa, il quale sfrutta la meccanica del free-to-play. Lo studio ha successivamente affermato nel maggio 2019 che Monster Hunter World aveva raggiunto una grande somma di giocatori, nel frattempo anche l'utenza di Dauntless era cresciuta molto grazie all'interesse costante per questo stile di gioco, creato dal successo di Monster Hunter World, in quel periodo il gioco raggiunse circa 3 milioni di giocatori.
Al The Game Awards 2018 avvenuto a dicembre 2018, Phoenix Labs dichiarò che Dauntless sarebbe stato pubblicato anche per Playstation 4 e Xbox One all'inizio del 2019, con piani futuri di pubblicazione per Nintendo Switch e piattaforme mobile. Phoenix Labs voleva offrire ai propri giocatori un unico sistema, con i loro progressi salvati attraverso un unico account, indipendentemente dalla piattaforma su cui giocano, così come per il gioco cross-platform, lavorò insieme a Sony e Microsoft per risolvere questi dettagli. A partire dal 2019, Phoenix Labs annunciò che il gioco sarebbe stato migrato sull'Epic Games Store e nei sistemi di account dello store. Tutto ciò ha aiutato Phoenix a supportare il gioco cross-platform attraverso gli sforzi compiuti da Epic Games per garantire tale sistema per Fortnite: Battle Royale.
Il 21 maggio 2019, Dauntless mentre stava ancora in accesso anticipato, fu pubblicato per PlayStation 4 e Xbox One, la settimana successiva sarebbe poi uscito anche su Epic Games Store. Prima della pubblicazione, Phoenix Labs aveva solo anticipato che il gioco avrebbe avuto il supporto al cross-platform tra gli utenti di Windows e Xbox One, ancora stavano discutendo con Sony per il cross play anche per Playstation 4, ma poco dopo riuscirono ad ottenere l'approvazione di Sony. Pertanto, Dauntless è stato il primo videogioco al lancio ad avere il cross-platform con tre principali piattaforme. Pochi giorni dopo al lancio, dai 3 milioni di giocatori raddoppiarono a 6 milioni, il quale mise sotto stress il server di gioco durante questo periodo, mentre Phoenix lavorò per espandere la capacità del server. Il videogioco uscì ufficialmente dall'accesso anticipato il 26 settembre 2019, con la pubblicazione della versione 1.0 e l'arrivo della nuova stagione intitolata "Aether Unbound", complessivamente l'utenza del videogioco oramai era arrivata ad oltre 15 milioni di giocatori.
La versione per Nintendo Switch fu pubblicata il 10 dicembre 2019, incluso il cross-platform condiviso con Microsoft Windows, PlayStation 4 e Xbox One.
Phoenix Labs acquisì Bot School Inc. ad agosto 2019 per migliorare il cross-platform e lo sviluppo del gioco. A gennaio 2020, Phoenix Labs fu acquisita da Garena. L'acquisizione non ha influito in nessun modo sul normale funzionamento di Phoenix Labs o Dauntless, ma essa è servita a rafforzare la presenza internazionale di Garena. Per Phoenix, l'acquisizione ha permesso loro di svilupparsi anche verso i giochi per mobile.

## Accoglienza

### Critica
| Testata    | Versione      | Giudizio               |
| ---------- | ------------- | ---------------------- |
| Metacritic | PC, PS4, XONE | 79/100, 80/100, 82/100 |

### Premi e nomination
Il gioco è stato nominato alla National Academy of Video Game Trade Reviewers del 2018 per la categoria "Original Dramatic Score, New IP".